# Railton (automóvil)

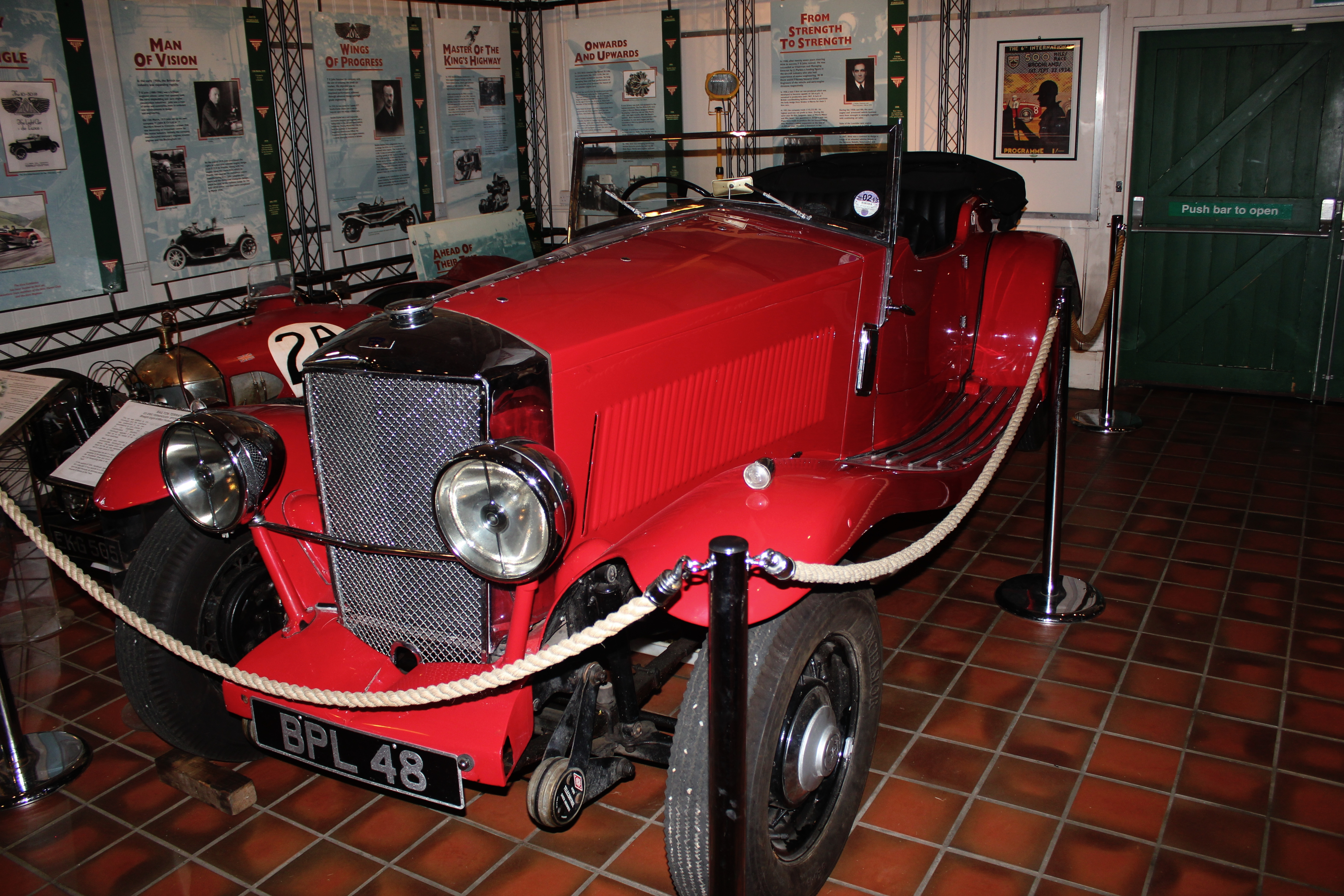
Railton Terraplane del Museo de Brooklands (1934)

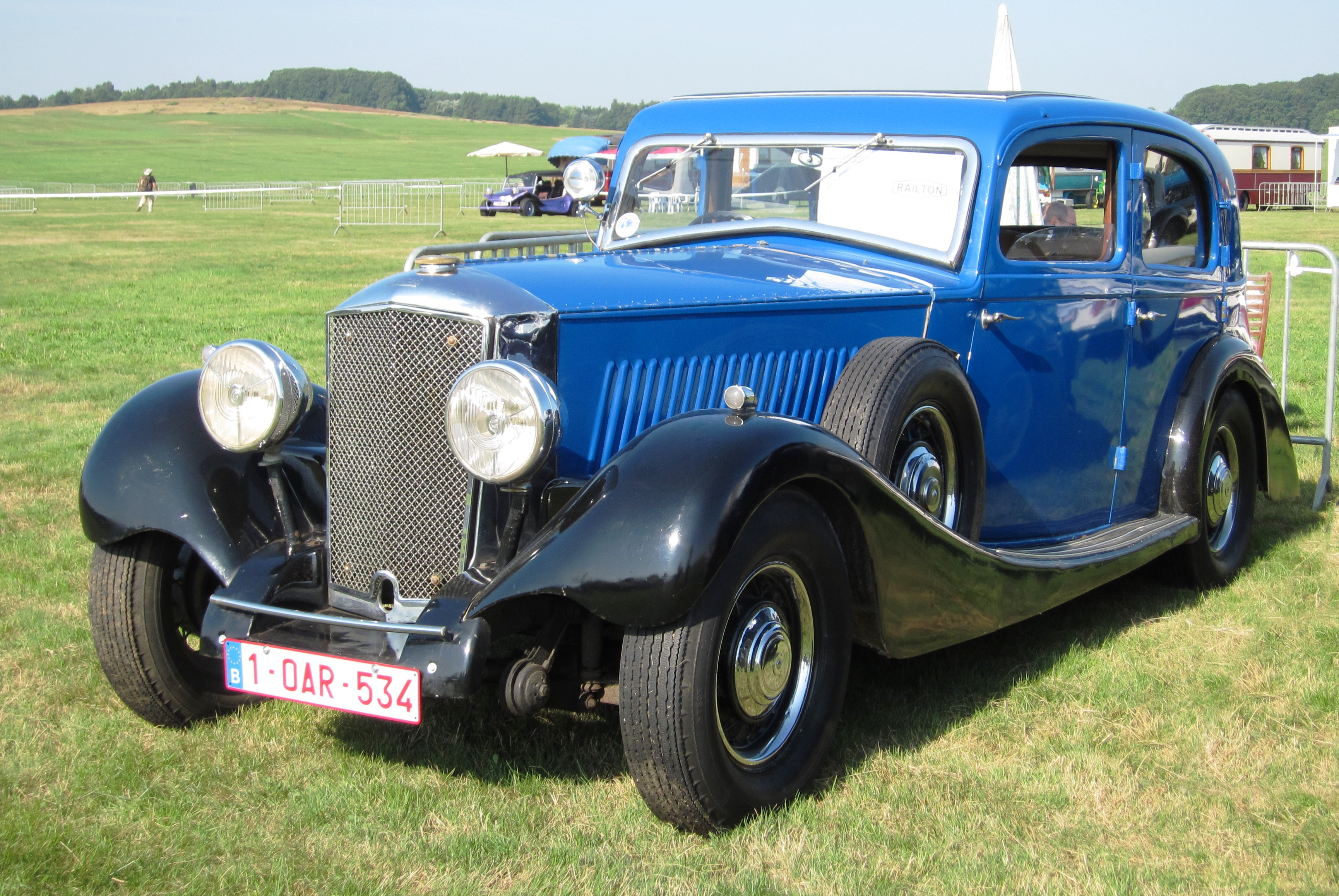
Railton Straight Eight "University" saloon (1935)

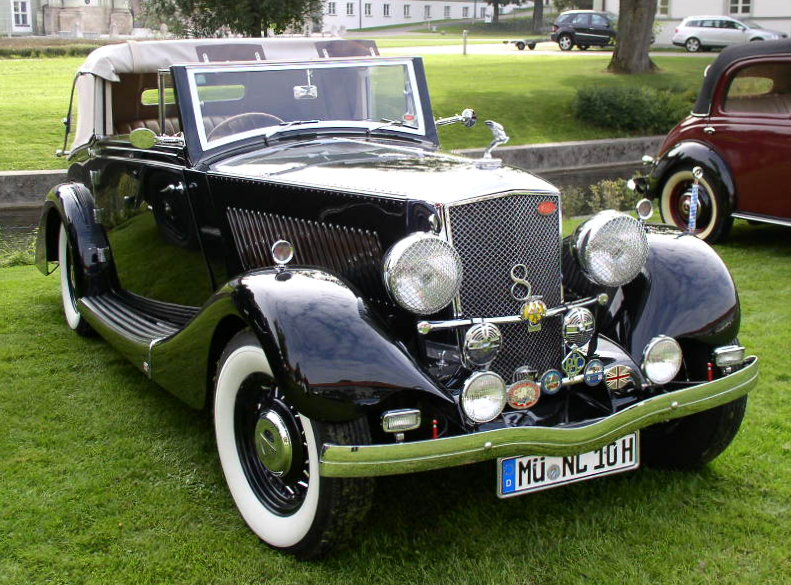
Railton Straight Eight (1936)

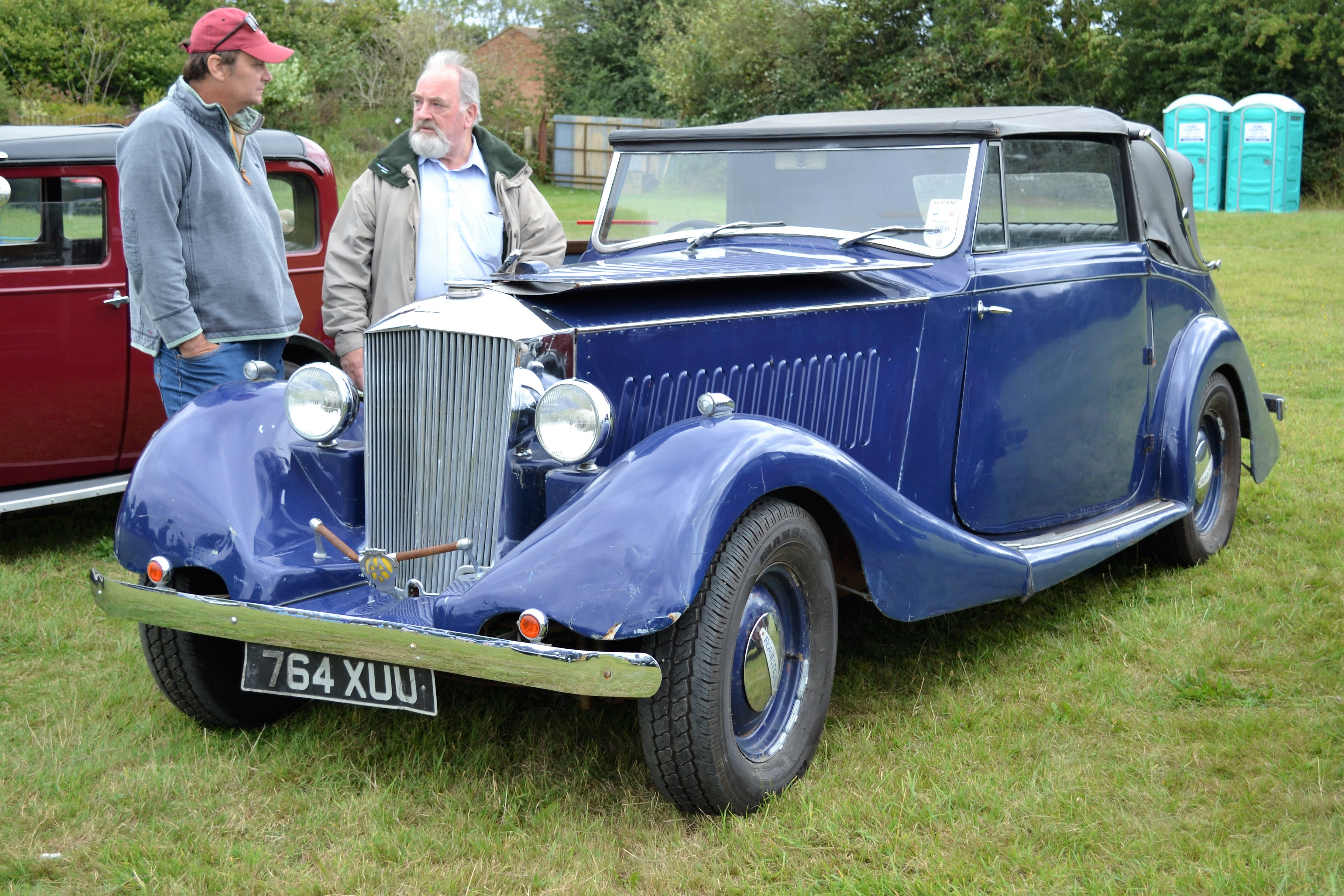
Railton Claremont Drophead Coupe de 1937 (impulsado por un motor Hudson de 8 cilindros en línea) en Kensworth, verano de 2016

Railton era una marca de automóviles británicos fabricados por la empresa Fairmile Engineering Company en Cobham, Surrey, entre 1933 y 1940. Hubo un intento de revivir la firma por una nueva compañía entre 1989 y 1994 en Alcester, Warwickshire.

## Historia
La compañía fue fundada por Noel Macklin, quien estaba buscando una nueva empresa de fabricación de automóviles después de que vendiera su compañía Invicta en 1933. El nombre venía de Reid Railton, el diseñador de vehículos de récords mundiales de velocidad, aunque su influencia en los coches fue probablemente pequeña, limitándose a recibir una cantidad por cada coche vendido.

### 1933 - Railton Terraplane
El primer automóvil se fabricó ajustando una carrocería británica fabricada por el constructor John Charles Ranalah a un chasis Hudson Terraplane con motor de 4010 cc, 100 CV de potencia y 8 cilindros. Descrito como un AC Cobra de antes de la guerra por su combinación de elementos británicos y americanos, el coche resultante estuvo disponible al principio como un tourer de dos puertas. Al ser más liviano que el original, tenía un rendimiento excepcional para la época, con un tiempo de 0 a 60 mph de 13 segundos. Pronto se agregó a la gama una versión berlina, a un precio de 499 libras.

### 1935 - Railton 8
En 1935, el chasis original del Terraplane fue reemplazado por el del Hudson Eight, el motor creció a 4168 cc produciendo 113 CV, y una gama más amplia de carrocerías de hasta siete carroceros diferentes, incluyendo a Ranalah, R.E.A.L, Carbodies y Coachcraft Ltd. Se fabricaron dos modelos ligeros especiales en 1935 y, con un tiempo de 0 a 60 mph de 8.8 segundos, fueron los coches de producción más rápidos del mundo. En total se fabricaron 1379 unidades del Railton 8.

### 1937 - Railton Cobham
Un automóvil de seis cilindros más pequeño, el 16.9, se agregó a la gama en 1937, con un motor Hudson de 2723 cc. Solo se fabricaron 81 ejemplares con carrocería cupé a un precio de 399 libras. En 1938, la revista Motor Sport probó un 28.8 h.p. Railton Cobham berlina, FPH 970, que se anunciaba a un precio de 698 libras.

### 1938 - Railton 8
Un Railton aún más pequeño, el 10 CV, se unió a la gama en 1938. Construido sobre un chasis Flying Nine estándar y con carrocería cupé, del que se afirmó que era "Un nombre famoso en miniatura". Se vendieron 51 unidades a 299 libras.

### 1939 - Cierre
Noel Macklin dirigió su atención a las lanchas motoras en 1939, y vendió la compañía a Hudson Motor Car Company de Detroit, Míchigan, que transfirió la producción a su factoría de Brentford en Londres. Sin embargo, el estallido de la Segunda Guerra Mundial en 1939 detuvo la producción.
Después de la guerra, se completaron algunos coches con piezas de antes de la guerra, y se construyó y exhibió un nuevo modelo en el Salón del Automóvil de Londres de 1949. Sin embargo, con un precio de casi 5000 libras esterlinas, el automóvil era increíblemente caro y nunca entró en producción.

## 1989 - Reapertura de Railton
El nombre fue revivido por una nueva compañía llamada Railton Motor Company, fundada en 1989 en Wixford, Warwickshire. Se anunciaron dos modelos convertibles, el F28 Fairmile y el F29 Claremont. Ambos fueron diseñados por William Towns y se basaron en el tren de rodadura del Jaguar XJS, con una nueva carrocería de aluminio original. La producción parece haberse detenido en alrededor de 1994.
El periodista británico de automovilismo Paul Walton ha escrito sobre el Railton F28 Fairmile.